# إس. كريشنا
إس. كريشنا (بالإنجليزية: Krishna)‏ هو مصور سينمائي ومخرج هندي، ولد في 9 يونيو 1975 في بنغالور في الهند.

## وصلات خارجية
- إس. كريشنا على موقع IMDb (الإنجليزية)
- إس. كريشنا على موقع قاعدة بيانات الفيلم (الإنجليزية)
- إس. كريشنا على موقع كينوبويسك (الروسية)
- إس. كريشنا على موقع كينوبويسك (الروسية)